# Список міждержавних кордонів за довжиною
|  | Службовий список статей, створений для координації робіт з розвитку теми. Це попередження не встановлюється на інформаційні списки і глосарії. |

Нижче представлено список міжнародних кордонів за довжиною.

## Понад 1000 км
| Міжнародні кордони довші за 1 000 км |                                                                    |              |
| lp                                   | кордон                                                             | довжина (км) |
| 1                                    | американо-канадський                                               | 8 893        |
| 2                                    | казахсько-російський                                               | 6 846        |
| 3                                    | аргентинсько-чилійський                                            | 5 150        |
| 4                                    | китайсько-монгольський                                             | 4 677        |
| 5                                    | бангладесько-індійський                                            | 4 053        |
| 6                                    | китайсько-російський                                               | 4 250        |
| 7                                    | монгольсько-російський                                             | 3 485        |
| 8                                    | болівійсько-бразильський                                           | 3 423        |
| 9                                    | китайсько-індійський                                               | 3 380        |
| 10                                   | американо-мексиканський                                            | 3 141        |
| 11                                   | бразильсько-перуанський                                            | 2 995        |
| 12                                   | індійсько-пакистанський                                            | 2 912        |
| 13                                   | ангольсько-конгійський (Демократична республіка Конго)             | 2 511        |
| 14                                   | афгансько-пакистанський                                            | 2 430        |
| 15                                   | між ДРК та Республікою Конго                                       | 2 410        |
| 16                                   | малійсько-мавретанський                                            | 2 237        |
| 17                                   | казахсько-узбецький                                                | 2 203        |
| 18                                   | бразильсько-венесуельський                                         | 2 199        |
| 19                                   | бірмансько-китайський                                              | 2 185        |
| 20                                   | лаосько-в'єтнамський                                               | 2 130        |
| 21                                   | колумбійсько-венесуельський                                        | 2 050        |
| 22                                   | конгійсько-замбійський (Демократична республіка Конго)             | 1 930        |
| 23                                   | габонсько-конгійський (Республіка Конго)                           | 1 903        |
| 24                                   | ботсвансько-південно-африканський                                  | 1 840        |
| 25                                   | бірмансько-таїландський                                            | 1 800        |
| 26                                   | індонезійсько-малайзійський                                        | 1 782        |
| 27                                   | лаосько-таїландський                                               | 1 754        |
| 28                                   | аргентинсько-парагвайський                                         | 1 699        |
| 29                                   | індійсько-непальський                                              | 1 690        |
| 30                                   | камерунсько-нігерійський                                           | 1 690        |
| 31                                   | бразильсько-колумбійський                                          | 1 643        |
| 32                                   | узбецько-туркменський                                              | 1 621        |
| 33                                   | норвезько-шведський                                                | 1 619        |
| 34                                   | ефіопсько-суданський                                               | 1 606        |
| 35                                   | бразильсько-гаїтянський                                            | 1 605        |
| 36                                   | алжирсько-марокканський                                            | 1 601        |
| 37                                   | ефіопсько-сомалійський                                             | 1 600        |
| 38                                   | конгійсько-центрально-африканський (Демократична республіка Конго) | 1 577        |
| 39                                   | російсько-український                                              | 1 576        |
| 40                                   | малавійсько-мозамбіцький                                           | 1 569        |
| 41                                   | мароккансько-мавританський                                         | 1 561        |
|                                      | мароккансько-мавританський                                         | 1 561        |
| 42                                   | китайсько-казахський                                               | 1 533        |
| 43                                   | нігерсько-нігерійський                                             | 1 497        |
| 44                                   | колумбійсько-перуанський                                           | 1 496        |
| 45                                   | бірмансько-індійський                                              | 1 463        |
| 46                                   | ірако-іранський                                                    | 1 458        |
| 47                                   | йєменсько-саудівський                                              | 1 458        |
| 48                                   | еквадорсько-перуанський                                            | 1 420        |
| 49                                   | китайсько-корейський                                               | 1 416        |
| 50                                   | алжирсько-малійський                                               | 1 376        |
| 51                                   | ангольсько-намібійський                                            | 1 376        |
| 52                                   | бразильсько-парагвайський                                          | 1 366        |
| 53                                   | чадсько-суданський                                                 | 1 360        |
| 54                                   | ботсвансько-намібійський                                           | 1 360        |
| 55                                   | фінсько-російський                                                 | 1 340        |
| 56                                   | китайсько-в'єтнамський                                             | 1 281        |
| 57                                   | єгипетсько-суданський                                              | 1 273        |
| 58                                   | китайсько-непальський                                              | 1 236        |
| 59                                   | мозамбіцько-зімбабвійський                                         | 1 231        |
| 60                                   | камбоджансько-в'єтнамський                                         | 1 228        |
| 61                                   | аргентинсько-бразильський                                          | 1 224        |
| 62                                   | іспансько-португальський                                           | 1 214        |
| 63                                   | афгансько-таджицький                                               | 1 206        |
| 64                                   | чадо-центрально-африканський                                       | 1 197        |
| 65                                   | чадо-нігерійський                                                  | 1 175        |
| 66                                   | судансько-центрально-африканський                                  | 1 165        |
| 67                                   | таджицько-узбецький                                                | 1 161        |
| 68                                   | єгипетсько-лівійський                                              | 1 115        |
| 69                                   | ангольсько-замбійський                                             | 1 110        |
| 70                                   | киргизько-узбецький                                                | 1 099        |
| 71                                   | чадо-камерунський                                                  | 1 094        |
| 72                                   | бразильсько-уругвайський                                           | 1 069        |
| 73                                   | чадсько-лівійський                                                 | 1 055        |
| 74                                   | казахсько-киргизький                                               | 1 051        |

## 500—1000 км
| Міжнародні кордони довші ніж 500 км, але не довші ніж 1 000 км |                                                       |              |
| lp                                                             | кордон                                                | довжина (км) |
| 75                                                             | буркінсько-малійський                                 | 1 000        |
| 76                                                             | ірано-туркменський                                    | 992          |
| 77                                                             | алжирсько-лівійський                                  | 982          |
| 78                                                             | намібійсько-південно-африканський                     | 967          |
| 79                                                             | алжирсько-туніський                                   | 965          |
| 80                                                             | гватемалсько-мексиканський                            | 959          |
| 81                                                             | білорусько-російський                                 | 959          |
| 82                                                             | алжирсько-нігерський                                  | 956          |
| 83                                                             | молдовсько-український                                | 939          |
| 84                                                             | афгансько-іранський                                   | 936          |
| 85                                                             | кенійсько-угандський                                  | 933          |
| 86                                                             | боснянсько-хорватський                                | 932          |
| 87                                                             | еритрейсько-ефіопський                                | 912          |
| 88                                                             | ірано-пакистанський                                   | 909          |
| 89                                                             | південно-африкансько-сотийський                       | 909          |
| 90                                                             | болівійсько-перуанський                               | 900          |
| 91                                                             | білорусько-український                                | 891          |
| 92                                                             | гансько-тогійський                                    | 877          |
| 93                                                             | киргизько-таджицький                                  | 870          |
| 94                                                             | ефіопсько-кенійський                                  | 861          |
| 95                                                             | болівійсько-чилійський                                | 861          |
| 96                                                             | гвінейсько-малійський                                 | 858          |
| 97                                                             | китайсько-киргизький                                  | 858          |
| 98                                                             | малавійсько-замбійський                               | 837          |
| 99                                                             | сирійсько-турецький                                   | 822          |
| 100                                                            | малійсько-нігерський                                  | 821          |
| 101                                                            | індонезійсько-папуанський                             | 820          |
| 102                                                            | ірако-саудівський                                     | 814          |
| 103                                                            | ботсвансько-зімбабвійський                            | 813          |
| 104                                                            | мавретансько-сенегалський                             | 813          |
| 105                                                            | камбоджансько-таїландський                            | 803          |
| 106                                                            | замбійсько-зімбабвійський                             | 797          |
| 107                                                            | вірменсько-азербайджанський                           | 787          |
| 108                                                            | австрійсько-німецький                                 | 784          |
| 109                                                            | бенінсько-нігерійський                                | 773          |
| 110                                                            | кенійсько-танзанійський                               | 769          |
| 111                                                            | конгійсько-угандський (Демократична республіка Конго) | 765          |
| 112                                                            | мозамбіцько-танзанійський                             | 756          |
| 113                                                            | болівійсько-парагвайський                             | 750          |
| 114                                                            | афгансько-туркменський                                | 744          |
| 115                                                            | йордансько-саудівський                                | 744          |
| 116                                                            | гаянсько-венесуельський                               | 743          |
| 117                                                            | аргентинсько-болівійський                             | 742          |
| 118                                                            | гамбійсько-сенегальський                              | 740          |
| 119                                                            | швейцарсько-італійський                               | 740          |
| 120                                                            | фінсько-норвезький                                    | 736          |
| 121                                                            | бразильсько-французький (Французька Гвіана)           | 730          |
| 122                                                            | грузинсько-російський                                 | 726          |
| 123                                                            | кот-д'івуарсько-ліберійський                          | 716          |
| 124                                                            | кенійсько-сомалійський                                | 682          |
| 125                                                            | словацько-угорський                                   | 677          |
| 126                                                            | омансько-саудівський                                  | 676          |
| 127                                                            | хорватсько-словенський                                | 670          |
| 128                                                            | гансько-кот-д'івуарський                              | 668          |
| 129                                                            | польсько-чеський                                      | 658          |
| 130                                                            | гвінейсько-с'єрралеононський                          | 652          |
| 131                                                            | чесько-німецький                                      | 646          |
| 132                                                            | бенінсько-тогійський                                  | 644          |
| 133                                                            | конгійсько-суданський (Демократична республіка Конго) | 628          |
| 134                                                            | буркінсько-нігерський                                 | 628          |
| 135                                                            | французько-іспанський                                 | 623          |
| 136                                                            | бельгійсько-французький                               | 620          |
| 137                                                            | фінсько-шведський                                     | 614          |
| 138                                                            | азербайджансько-іранський                             | 611          |
| 139                                                            | гвінейсько-кот-д'івуарський                           | 610          |
| 140                                                            | болгарсько-румунський                                 | 608          |
| 141                                                            | бутансько-індійський                                  | 605          |
| 142                                                            | еритрейсько-суданський                                | 605          |
| 143                                                            | ірако-сирійський                                      | 605          |
| 144                                                            | гаянсько-суринамський                                 | 600          |
| 145                                                            | бразильсько-суринамський                              | 593          |
| 146                                                            | еквадорсько-колумбійський                             | 590          |
| 147                                                            | буркінсько-кот-д'івуарський                           | 584          |
| 148                                                            | аргентинсько-уругвайський                             | 579          |
| 149                                                            | нідерландсько-німецький                               | 577          |
| 150                                                            | французько-швейцарський                               | 573          |
| 151                                                            | гвінейсько-ліберійський                               | 563          |
| 152                                                            | буркінсько-ганський                                   | 549          |
| 153                                                            | камбоджансько-лаоський                                | 541          |
| 154                                                            | кот-д'івуарсько-малійський                            | 532          |
| 155                                                            | румунсько-український                                 | 531          |
| 156                                                            | польсько-український                                  | 526          |
| 157                                                            | китайсько-пакистанський                               | 523          |
| 158                                                            | камерунсько-конгійський (Республіка Конго)            | 523          |
| 159                                                            | французько-суринамський (з Французькою Гвіаною)       | 510          |
| 160                                                            | малазійсько-таїландський                              | 506          |
| 161                                                            | білорусько-литовський                                 | 502          |

## 100—500 км
| Міжнародні кордони довші за 100 км, але коротші за 500 км |                                                          |              |
| lp                                                        | кордон                                                   | довжина (км) |
| 162                                                       | ірано-турецький                                          | 499          |
| 163                                                       | болгарсько-грецький                                      | 494          |
| 164                                                       | мозамбіцько-південно-африканський                        | 491          |
| 165                                                       | французько-італійський                                   | 488          |
| 166                                                       | румунсько-сербський                                      | 476          |
| 167                                                       | малавійсько-танзанійський                                | 475          |
| 168                                                       | бутансько-китайський                                     | 470          |
| 169                                                       | конгійсько-центрально-африканський (Республіка Конго)    | 467          |
| 170                                                       | алжирсько-мавританський                                  | 463          |
| 171                                                       | лівійсько-туніський                                      | 459          |
| 172                                                       | конгійсько-танзанійський (Демократична республіка Конго) | 459          |
| 173                                                       | еміратсько-саудівський                                   | 457          |
| 174                                                       | польсько-німецький                                       | 456          |
| 175                                                       | літовсько-латвійський                                    | 453          |
| 176                                                       | бурундійсько-танзанійський                               | 451          |
| 177                                                       | французько-німецький                                     | 451          |
| 178                                                       | бельгійсько-нідерландський                               | 450          |
| 179                                                       | молдовсько-румунський                                    | 450          |
| 180                                                       | польсько-словацький                                      | 444          |
| 181                                                       | румунсько-угорський                                      | 443          |
|                                                           | мароккансько-сахарійський                                | 443          |
| 182                                                       | судансько-угандський                                     | 435          |
| 183                                                       | австрійсько-італійський                                  | 430          |
| 184                                                       | південно-африкансько-свазілендський                      | 430          |
| 185                                                       | китайсько-лаоський                                       | 423          |
| 186                                                       | малійсько-сенегальський                                  | 419          |
| 187                                                       | мозамбіцько-замбійський                                  | 419          |
| 188                                                       | китайсько-таджицький                                     | 414          |
| 189                                                       | еміратсько-оманський                                     | 410          |
| 190                                                       | польсько-білоруський                                     | 407          |
| 191                                                       | танзанійсько-угандійський                                | 396          |
| 192                                                       | Гвінеї і Гвінеї-Бісау                                    | 386          |
| 193                                                       | лівійсько-суданський                                     | 383          |
| 194                                                       | брунейсько-малайзійський                                 | 381          |
| 195                                                       | казахсько-туркменський                                   | 379          |
| 196                                                       | лівансько-сирійський                                     | 375          |
| 197                                                       | йордансько-сирійський                                    | 375          |
| 198                                                       | австрійсько-угорський                                    | 366          |
| 199                                                       | австрійсько-чеський                                      | 362          |
| 200                                                       | британсько-ірландський                                   | 360          |
| 201                                                       | домінікансько-гаїтянський                                | 360          |
| 202                                                       | лівійсько-нігерський                                     | 354          |
| 203                                                       | ірако-турецький                                          | 352          |
| 204                                                       | габонсько-гвінейський (Екваторіальна Гвінея)             | 350          |
| 205                                                       | джибутісько-ефіопський                                   | 349          |
| 206                                                       | гондурасько-нікарагуанський                              | 342          |
| 207                                                       | естонсько-латвійський                                    | 339          |
| 208                                                       | гвінейсько-сенегальський (Гвінея-Бісау)                  | 338          |
| 209                                                       | танзанійсько-замбійський                                 | 338          |
| 210                                                       | німецько-швейцарський                                    | 334          |
| 211                                                       | гвінейсько-сенегальський                                 | 330          |
| 212                                                       | костарикансько-панамський                                | 330          |
| 213                                                       | австрійсько-словенський                                  | 330          |
| 214                                                       | хорватсько-угорський                                     | 329          |
| 215                                                       | азербайджансько-грузинський                              | 322          |
| 216                                                       | болгарсько-сербський                                     | 318          |
| 217                                                       | костарикансько-нікарагуанський                           | 309          |
| 218                                                       | бенінсько-буркінський                                    | 306          |
| 219                                                       | ліберійсько-с'єрралеонський                              | 306          |
| 220                                                       | боснянсько-сербський                                     | 302          |
| 221                                                       | габонсько-камерунський                                   | 298          |
| 222                                                       | естонсько-російський                                     | 294          |
| 223                                                       | бурундійсько-руандський                                  | 290          |
| 224                                                       | йєменсько-оманський                                      | 288          |
| 225                                                       | азербайджансько-російський                               | 284          |
| 226                                                       | албансько-грецький                                       | 282          |
| 227                                                       | вірменсько-турецький                                     | 268          |
| 228                                                       | бенінсько-нігерський                                     | 266          |
| 229                                                       | белізенсько-гватемалський                                | 266          |
| 230                                                       | єгипетсько-їзраїльський                                  | 266          |
| 231                                                       | гондурасько-сальвадорський                               | 256          |
| 232                                                       | гватемалсько-гондураський                                | 256          |
| 233                                                       | грузинсько-турецький                                     | 252          |
| 234                                                       | грецько-македонський                                     | 246          |
| 235                                                       | хорватсько-сербський                                     | 241          |
| 236                                                       | ірако-кувейтський                                        | 240          |
| 237                                                       | болгарсько-турецький                                     | 240          |
| 238                                                       | їзраїльсько-йорданський                                  | 238          |
| 239                                                       | між Північною та Південною Кореєю                        | 238          |
| 240                                                       | бірмансько-лаоський                                      | 235          |
| 241                                                       | намібійсько-замбійський                                  | 233          |
| 242                                                       | бурундійсько-конгійський (Демократична республіка Конго) | 233          |
| 243                                                       | кенійсько-суданський                                     | 232          |
| 244                                                       | словенсько-італійський                                   | 232          |
| 245                                                       | індонезійсько-тиморський                                 | 228          |
| 246                                                       | літовський-російський                                    | 227          |
| 247                                                       | південно-африкансько-зімбабвійський                      | 225          |
| 248                                                       | боснянсько-чорногорський                                 | 225          |
| 249                                                       | колумбійсько-панамський                                  | 225          |
| 250                                                       | кувейтсько-саудівський                                   | 222          |
| 251                                                       | македонсько-сербський                                    | 221          |
| 252                                                       | конгійсько-руандський (Демократична республіка Конго)    | 217          |
| 253                                                       | руандсько-танзанійський                                  | 217          |
| 254                                                       | латвійсько-російський                                    | 217          |
| 255                                                       | чесько-словацький                                        | 215          |
| 256                                                       | польсько-російський                                      | 210          |
| 257                                                       | грецько-турецький                                        | 206          |
| 258                                                       | сальвадорсько-гватемалський                              | 203          |
| 259                                                       | чорногорсько-сербський                                   | 203          |
| 260                                                       | ангольсько-конгійський (Republika Konga)                 | 201          |
| 261                                                       | норвезько-російський                                     | 196          |
| 262                                                       | белізенсько-мексиканський                                | 193          |
| 263                                                       | бангладесько-бірманський                                 | 193          |
| 264                                                       | гвінейсько-камерунський (Екваторіальна Гвінея)           | 189          |
| 265                                                       | ірако-йорданський                                        | 181          |
| 266                                                       | албансько-чорногорський                                  | 172          |
| 267                                                       | руандсько-угандський                                     | 169          |
| 268                                                       | бельгійсько-німецький                                    | 167          |
| 269                                                       | австрійсько-швейцарський                                 | 164          |
| 270                                                       | вірменсько-грузинський                                   | 164          |
| 271                                                       | чилійсько-перуанський                                    | 160          |
| 273                                                       | албансько-македонський                                   | 151          |
| 274                                                       | сербсько-угорський                                       | 151          |
| 275                                                       | бельгійсько-люксембурський                               | 148          |
| 276                                                       | болгарсько-македонський                                  | 148          |
| 277                                                       | білорусько-латвійський                                   | 141          |
| 278                                                       | люксембурзько-німецький                                  | 138          |
| 279                                                       | афгано-узбецький                                         | 137          |
| 280                                                       | буркінсько-тогійський                                    | 126          |
| 281                                                       | албансько-сербський                                      | 112          |
|                                                           | албансько-косовський                                     | 112          |
| 282                                                       | джибутісько-еритрейський                                 | 109          |
| 283                                                       | мозамбіцько-свазілендський                               | 105          |
| 284                                                       | польсько-литовський                                      | 104          |
| 285                                                       | українсько-угорський                                     | 103          |
| 286                                                       | словенсько-угорський                                     | 102          |

## Менше 100 км
| Міжнародні кордони, коротші за 100 км |                                                     |              |
| lp                                    | кордон                                              | довжина (км) |
| 287                                   | словацько-український                               | 97           |
| 288                                   | австрійсько-словацький                              | 91           |
| 289                                   | чадсько-нігерійський                                | 87           |
| 290                                   | їзраїльсько-ліванський                              | 79           |
|                                       | чорногорсько-косовський                             | 79           |
| 291                                   | їзраїльсько-сирійський                              | 76           |
| 292                                   | афгансько-китайський                                | 76           |
| 293                                   | французько-люксембурзький                           | 73           |
| 294                                   | дансько-німецький                                   | 68           |
| 295                                   | андорсько-іспанський                                | 64           |
| 296                                   | катарсько-саудівський                               | 60           |
| 297                                   | джибутісько-сомалійський                            | 58           |
| 298                                   | андорсько-французький                               | 57           |
|                                       | алжирсько-сахарійський                              | 42           |
| 299                                   | ліхтенштейнсько-швейцарський                        | 41           |
| 300                                   | санмаринсько-італійський                            | 39           |
| 301                                   | вірмено-іранський                                   | 35           |
| 302                                   | австрійсько-ліхтенштейнський                        | 35           |
| 303                                   | хорватсько-чорногорський                            | 24           |
| 304                                   | корейсько-російський                                | 19           |
| 305                                   | іспансько-марокканський                             | 19           |
| 306                                   | французько-нідерландський (на острові Sint Maarten) | 10           |
| 307                                   | азербайджансько-турецький                           | 9            |
| 308                                   | французько-монакський                               | 4,4          |
| 309                                   | ватикансько-італійський                             | 3            |
| 310                                   | гібралтарсько-іспанський                            | 1,2          |
| 311                                   | ботсвансько-замбійський                             | 0,7          |

Легенда:
    Африка
    Північна Америка, Південна i Кариби
    Азія
    Європа
    Океанія